# Café Dommayer

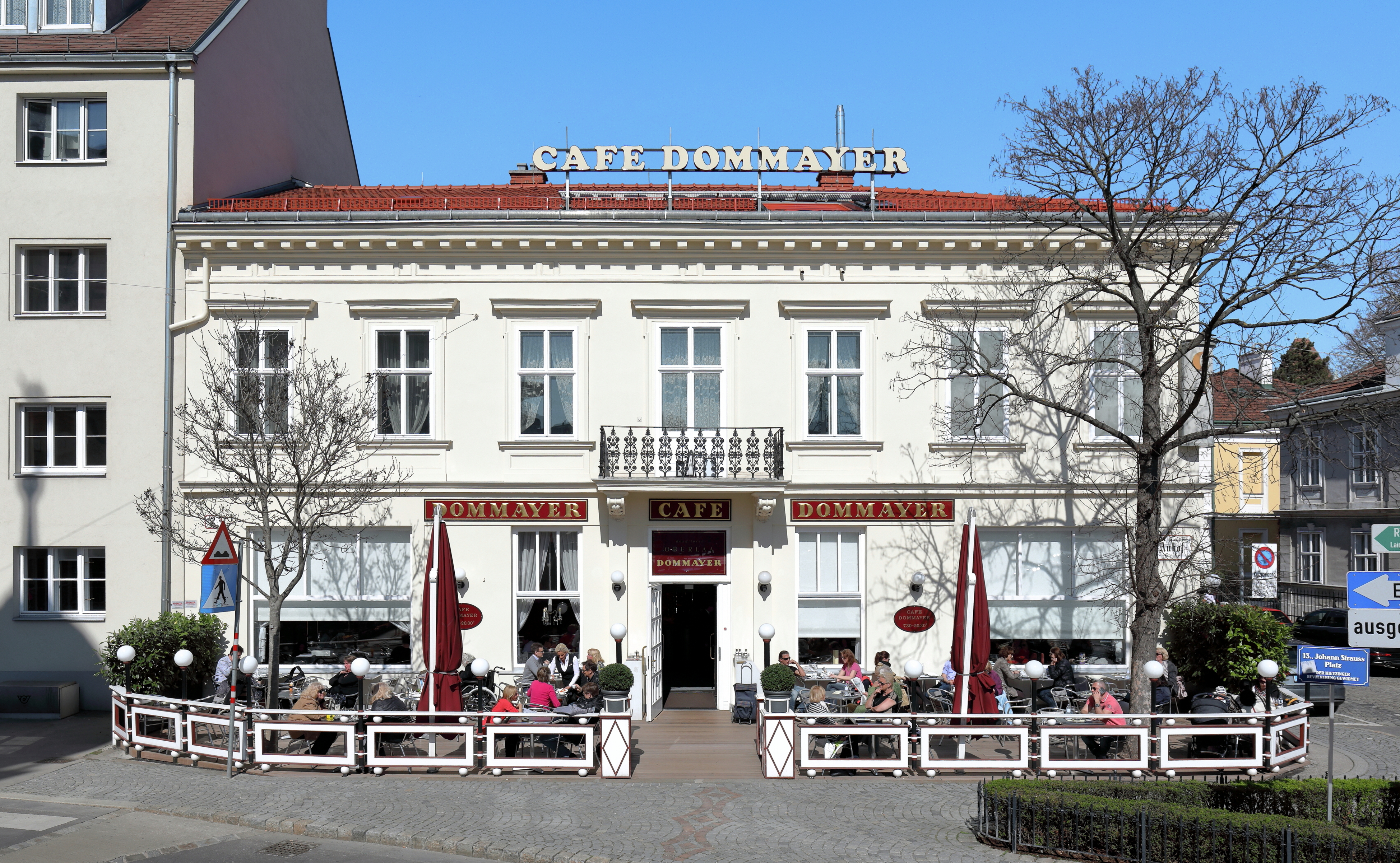
Café Dommayer

Das Café Dommayer ist ein Konzertcafé im 13. Wiener Gemeindebezirk, Hietzing. Es erinnert an Dommayers Casino, 1832 eingerichtet, in dem die beiden „Walzerkönige“ Johann Strauss (Vater) und  Johann Strauss (Sohn) sowie Josef Lanner sehr erfolgreich konzertierten.

## Der Dommayer

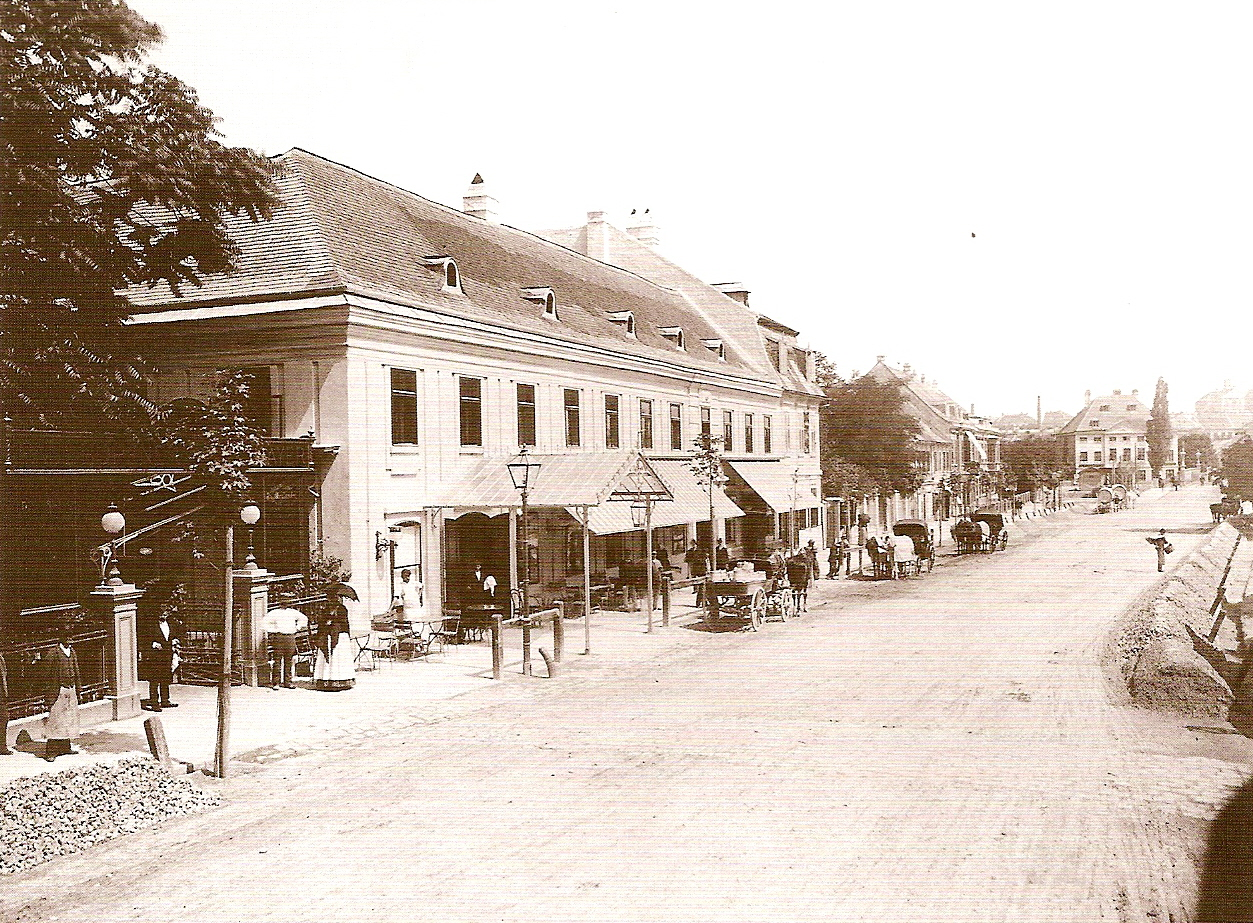
Das alte Casino Dommayer – heute befindet sich hier das Parkhotel Schönbrunn

Das Dorf Hietzing, heute als Alt-Hietzing bezeichnet, liegt, vom Stadtzentrum bzw. der damaligen Stadt aus gesehen, stadtauswärts hinter dem Areal von Schloss Schönbrunn am südlichen Ufer des Wienflusses. Hier errichtete ein Kellner namens Dick 1787 auf einem Grundstück gegenüber der Pfarrkirche Maria Hietzing (Maria Hietzing) an der heutigen Adresse Hietzinger Hauptstraße 10–14 ein Kaffeehaus, das als Jausenstation bei Ausflüglern der näheren Umgebung großen Zuspruch erfuhr. 1817 erwarb der Hietzinger Hahnwirt Reiter die Liegenschaft und erweiterte das Lokal zu einer Gastwirtschaft, die sein Schwiegersohn Ferdinand Dommayer (1799–1858) 1823 übernahm (Dommayer’s Kaffeh- und Traiteurhaus) und zwischen 1828/29 und 1833 zu einem Casino mit Tanzsaal ausbaute: Ein 1829 fertiggestellter neuer Saal entstand nach Plänen des Architekten und Tischlermeisters Josef Leistler (1802–1856) und diente ab Ende Juni 1833 dem von Architekt Johann Baptist Rupp (Bruder des Mailänder Architekten Ladislaus Rupp, 1793–1854) gestalteten Tanz- und Repräsentationssaal (20,8 auf 12,3 m; größte Höhe: 9,5 m) als Vorsaal. Vergnügungsbetriebe dieser Art waren im Biedermeier und danach in der bis Anfang der 1860er Jahre noch von Mauern umgebenen Stadt Wien sehr beliebt.
In diesem neu errichteten Vergnügungsbetrieb, bald nur mehr der Dommayer genannt, spielte Johann Strauss (Vater), der hier mehrere seiner Werke zur Uraufführung brachte, ebenso wie sein Kollege und Konkurrent Joseph Lanner. Am 15. Oktober 1844 (Theresientag) gab Johann Strauss (Sohn) hier zum Stelldichein der eleganten Welt sein Debüt als Dirigent seines eigenen Orchesters, verbunden mit der Uraufführung von vier seiner Kompositionen. Das Lokal zählte mit seinem Tanzsaal zu den führenden Vergnügungsstätten der Stadt und war für seine rauschenden Ballnächte bekannt. Im Jahr 1844 beschrieb Adalbert Stifter das Lokal in seiner Kurzgeschichten-Sammlung "Aus dem alten Wien".
Nach dem Tod von Ferdinand Dommayer am 5. März 1858 übernahm dessen Sohn Franz Dommayer (1822–1900) das Lokal, 1889 folgte Paul Hopfner (1839–1926). 1903 bestand das Vorhaben, anstelle des Casinos einen Theaterbau zu errichten, der auch Säle für Konzerte und Bälle offerieren würde. Als Leiter des Theaters war Josef Jarno (1866–1932) vorgesehen.
1908 wich das Casino Dommayer dem von Paul Hopfner gegründeten Parkhotel Schönbrunn.

## Dommayerhof und Café Dommayer

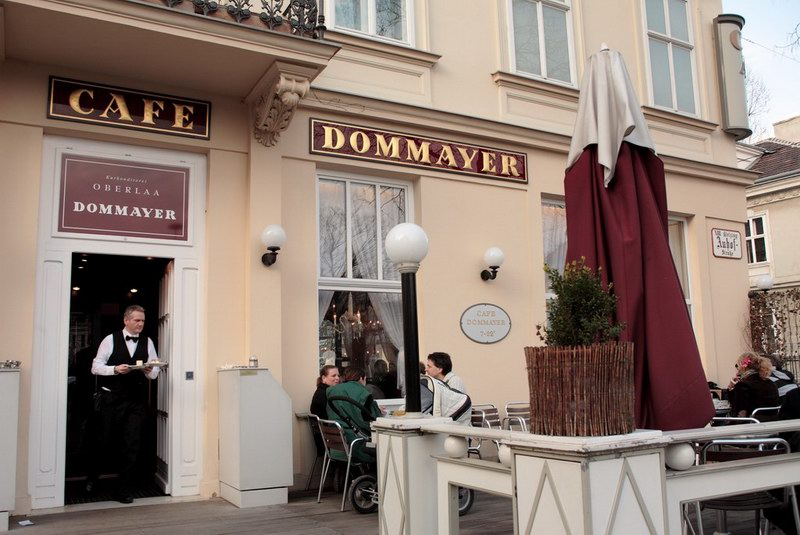
Eingangsbereich und Schanigarten

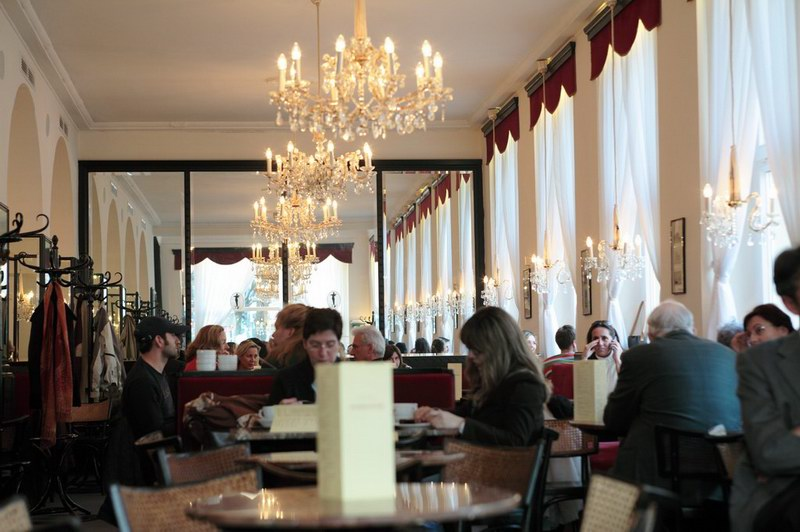
Innenansicht

Nach dem Ersten Weltkrieg nahm die Familie Schneyer einen Häuserblock weiter, in der 1894 nach Ferdinand Dommayer benannten Dommayergasse, den Dommayerhof – ein Kaffeehaus mit Musikpavillon – in Betrieb, um den bekannten Namen zu nützen. Dieses Lokal bestand von 1924 bis 1931.
1935 wurde das Café von Familie Senal, die es bis 1963 führte, als Café Dommayer wieder in Betrieb genommen. Danach übernahm es die Familie Gerersdorfer und führte es bis 2006 erneut in der Tradition eines Konzertcafés. Das Lokal diente in dieser Zeit oft als Drehort für Filmaufnahmen. Bei der Renovierung 1991 – nach einem Brand in der über dem Kaffeehaus gelegenen Wohnung – wurde der ursprüngliche Zustand des Konzertcafés wiederhergestellt. 2006 übernahm die 1974 anlässlich einer Wiener internationalen Gartenschau im Bezirksteil Oberlaa des 10. Bezirks gegründete Kurkonditorei Oberlaa den Betrieb von Gert Gerersdorfer und führt ihn seither unter Beibehaltung seiner Eigenheiten.

## Standort
Das Café Dommayer befindet sich an der Ecke Dommayergasse und Auhofstraße am Anna-Strauss-Platz im ältesten Bezirksteil, Alt-Hietzing. An der Auhofstraße weist es straßenseitig einen Schanigarten auf. An der Dommayergasse schließt an das einstöckige, L-förmige Gebäude ein größerer Kaffeehausgarten mit Musikpavillon an, in dem zeitweise Damenkapellen Wiener Walzer spielen. Im Lokal wird das Klavier bespielt. Im Café, heute eines der bekanntesten Wiens, wird Pâtisserie auch zum Mitnehmen verkauft.

## Dommayer im Wienerlied
Im 1925 von Franz Allmeder (1871–1941) getexteten und von Roman Domanig-Roll (1882–1938) vertonten Wiener Lied Droben vom Penzinger Kircherl (Penzing war das nördliche Nachbardorf Alt-Hietzings, das 1892–1938 zum 13. Bezirk, Hietzing, gehörte) wurde an biedermeierliche Dommayer-Stimmung erinnert. Das Lied wurde auf Schallplatten einiger Wienerliedsänger verbreitet, unter anderem 1965 von Peter Alexander.
1963 wurde das Lied in der Karikatur Hietzinger Erinnerungen zitiert: Erich Sokol ließ in der Wiener Tageszeitung Arbeiter-Zeitung Nikita Chruschtschow vor einem alten Grammofon sitzen, auf dem das Lied läuft, während er vor einem Kennedy-Foto an das Wiener Gipfeltreffen Kennedy-Chruschtschow von 1961 denkt.
Auch Oskar Werner interpretierte das Lied 1981 auf der Schallplatte Weaner-Lieder, von Erik Werba auf dem Klavier begleitet.
Im Ohr noch die rauschenden Walzer,
die Walzer von Lanner und Strauß,
im Herzerl ein bisserl Verliebtheit,
so kommt sie vom Dommayer z'Haus.
Die Guckerln, so blau wia die Veigerln,
die glänzen voll Lust und voll Freud'.
Sechts Leut'ln, so war's anno Dreißig in Wien
in der goldigen, g'mütlichen Zeit!